# Bertrana abbreviata
Bertrana abbreviata is een spinnensoort in de taxonomische indeling van de wielwebspinnen (Araneidae).
Het dier behoort tot het geslacht Bertrana. De wetenschappelijke naam van de soort werd voor het eerst geldig gepubliceerd in 1879 door Eugen von Keyserling.